# میوز (آلبوم جیمین)
میوز (انگلیسی: Muse؛ به‌معنی الههٔ شعر و موسیقی) دومین آلبوم استودیویی از خوانندهٔ اهل کره جنوبی جیمین است که در ۱۹ ژوئیه ۲۰۲۴ منتشر شد.